# مقاطعة أتوكا (أوكلاهوما)
مقاطعة أتوكا (بالإنجليزية: Atoka County)‏ هي إحدى مقاطعات ولاية أوكلاهوما في الولايات المتحدة الأمريكية.

## أعلام
- تشارلز د. كارتر